# Coverity Prevent
Coverity est un outil logiciel propriétaire utilisé pour l'analyse statique de code source C, C++, C#, Java et JavaScript. Il est édité par Synopsys qui a racheté l'entreprise Coverity en 2014.
Avant son acquisition par Synopsys en 2014, Coverity était une association créée dans le laboratoire Computer Systems de l'université Stanford, à Palo Alto, en Californie.